# Feliks Lipiński (1895–1940)
Feliks Stanisław Lipiński (ur. 21 sierpnia 1895 w Świerzowej Polskiej, zm. 30 kwietnia 1940 w Katyniu) – polski działacz niepodległościowy, kupiec i przemysłowiec, porucznik łączności rezerwy Wojska Polskiego, ofiara zbrodni katyńskiej.

## Życiorys
Urodził się 21 sierpnia 1895 w Świerzowej Polskiej, w ówczesnym powiecie krośnieńskim Królestwa Galicji i Lodomerii, w rodzinie Aleksandra i Anieli z Gnidów.
18 sierpnia 1914 wstąpił do Legionów Polskich. Do lutego 1915 służył w 3 pułku piechoty. Uznany za zmarłego 24 grudnia 1914 na zapalenie płuc. W 1917, w stopniu starszego szeregowca, pełnił służbę w kompanii telefonicznej Komendy LP na stanowisku sekcyjnego. Po kryzysie przysięgowym (lipiec 1917) służył w kompanii telefonicznej Dowództwa Polskiego Korpusu Posiłkowego. W lutym 1918, po przejściu frontu pod Rarańczą, został internowany w Bustyaháza.
Od 1919 kierownik składów telefonicznych w Łodzi. 19 stycznia 1921 został zatwierdzony z dniem 1 kwietnia 1920 w stopniu porucznika, w wojskach łączności, w grupie oficerów byłych Legionów Polskich. 1 czerwca 1921 pełnił służbę w Centralnych Zakładach Telegraficznych Ministerstwa Spraw Wojskowych, a jego oddziałem macierzystym był I batalion zapasowy telegraficzny. 3 maja 1922 został zweryfikowany w stopniu porucznika ze starszeństwem od 1 czerwca 1919 i 64. lokatą w korpusie oficerów łączności, a jego oddziałem macierzystym był 1 pułk łączności w Zegrzu. Później był przydzielony do Centralnych Zakładów Wojsk Łączności w Warszawie. W 1926 został przeniesiony do rezerwy.
Po zwolnieniu z wojska został właścicielem biura technicznego w Warszawie. W 1927 ukończył kurs w Obozie Szkolnym Wojsk Łączności w Zegrzu i został przydzielony do 1 pułku łączności. W 1934, jako oficer rezerwy pozostawał w ewidencji Powiatowej Komendy Uzupełnień Warszawa Miasto III i posiadał przydział w rezerwie do Centrum Wyszkolenia Łączności w Zegrzu. Mieszkał przy ul. Koszykowej 19 m. 3.
Po wybuchu II wojny światowej i agresji ZSRR na Polskę z 17 września 1939, w nieznanych okolicznościach, dostał się do niewoli sowieckiej. W kwietniu 1940 przebywał w obozie jenieckim w Kozielsku. 28 kwietnia 1940 został przekazany do dyspozycji naczelnika Zarządu NKWD Obwodu Smoleńskiego – lista wywózkowa 052/2 z 27 kwietnia 1940. 30 kwietnia 1940 został zamordowany w Katyniu przez funkcjonariuszy Obwodowego Zarządu NKWD w Smoleńsku oraz pracowników NKWD przybyłych z Moskwy na mocy decyzji Biura Politycznego KC WKP(b) z 5 marca 1940. Ofiary tej zbrodni grzebano w bezimiennych mogiłach zbiorowych, gdzie od 28 lipca 2000 mieści się oficjalnie Polski Cmentarz Wojenny w Katyniu. W miejscu tym prowadzone były ekshumacje i prace archeologiczne. W 1943 jego ciało zostało zidentyfikowane w toku ekshumacji nadzorowanych przez Niemców pod numerem 3867 – dosł. opisany jako Lipinski Feliks (raport dzienny z 2 czerwca 1943). Przy jego szczątkach znaleziono kartę pocztową oraz legit. MSWojsk. – Krzyża Walecznych. Figuruje na liście Komisji Technicznej PCK pod numerem 03867. W Archiwum Robla w pakiecie 0873-13, wymieniony pod adresem „Grajewska 4 W-wa Praga”, w notatniku znalezionym przy szczątkach Tomasza Siwickiego.
Był żonaty, miał synów Janusza i Zdzisława.
5 października 2007 minister obrony narodowej Aleksander Szczygło mianował go pośmiertnie na stopień kapitana. Awans został ogłoszony 9 listopada 2007 w Warszawie, w trakcie uroczystości „Katyń Pamiętamy – Uczcijmy Pamięć Bohaterów”.
W ramach akcji „Katyń... pamiętamy” / „Katyń... Ocalić od zapomnienia” został zasadzony Dąb Pamięci Feliksa Lipińskiego, przez uczniów Gimnazjum im. Jana Pawła II w Zręcinie.

## Ordery i odznaczenia
- Krzyż Niepodległości – 23 grudnia 1933 „za pracę w dziele odzyskania niepodległości”[30][1][31]
- Krzyż Walecznych dwukrotnie[32][33] „za czyny orężne w bojach Legionów Polskich” (po raz pierwszy w kompanii telegraficznej LP[34] i po raz pierwszy „pośmiertnie” w 3 pp LP[35])